# Peñazcurna
Peñazcurna es un despoblado y antiguo municipio de la provincia de Soria, partido judicial de Soria, comunidad autónoma de Castilla y León, España. Pueblo de la comarca de Tierras Altas que pertenece al municipio de San Pedro Manrique.

## Geografía
Esta pequeña localidad hoy despoblada de la comarca de Tierras Altas está ubicada en el norte de la provincia, en el límite con La Rioja bañado por el río Mayor o Linares en la vertiente mediterránea y afluente del río Alhama al sur de la Sierra de Achena y al norte de la de Alcarama 
.
Desde el punto de vista jerárquico de la Iglesia católica forma parte de la diócesis de Osma la cual, a su vez, pertenece a la Archidiócesis de Burgos.
Dentro de la localidad se encuentran varios manantiales, entre ellos uno muy abundante.
Entre su término municipal y el de Villarijo se encuentran una gran cantidad de olivos, hoy día yermos. Se entiende el cultivo debido a la peculiaridad del clima de la zona, enclavado entre valles.
Las coordenadas de ubicación correctas, según el Mapa Topográfico Nacional de España son  42º 04' 31 N  - 2º 10' 28 O (Mapa 281-III (47-24) Cornago

## Historia
Una leyenda, recogida por Florentino Zamora Lucas, cuenta de como Blanca, la hija de Don Nuño, señor del castillo de San Pedro Manrique, fue raptada en la capilla de la Virgen de la Peña por el moro Yacub-Aben-Said y llevada a su guarida en el castillo de Armejún (próximo a San Pedro Manrique). Siendo sitiado el castillo por los hombres de Don Nuño, Yacub arrojó el cuerpo inanimado de Blanca sobre su campo. En esto apareció el Apóstol Santiago de peregrino que, desde un cerro llamado el Portillejo y usando una honda, lanzó una piedrecilla que se fue agrandando y aplastó a los moros. En 1573, Peñazcurna levantó una iglesia dedicada a Santiago como testimonio de este contecimiento.
A la caída del Antiguo Régimen la localidad se constituye en municipio constitucional, conocido entonces como Peñaescurna en la región de Castilla la Vieja, partido de Ágreda  que en el censo de 1842 contaba con  7 hogares y 24  vecinos.
A mediados del siglo XIX este municipio desaparece porque se integra en Vea.
La localidad de Peñazcurna estuvo habitada hasta 1965.